# Arbutus menziesii
Arbutus menziesii là một loài thực vật có hoa trong họ Thạch nam. Loài này được Pursh mô tả khoa học đầu tiên năm 1813.

## Hình ảnh

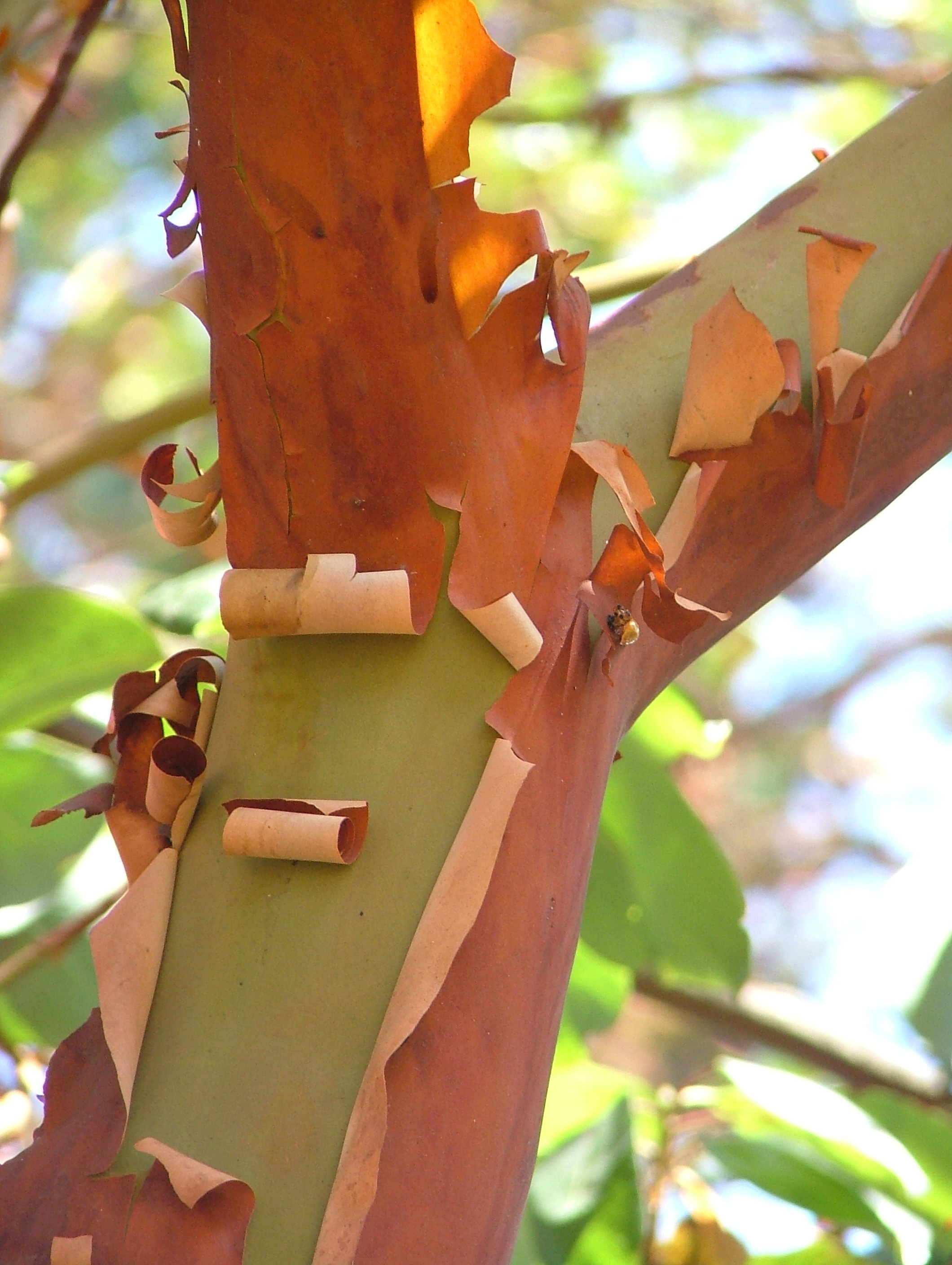
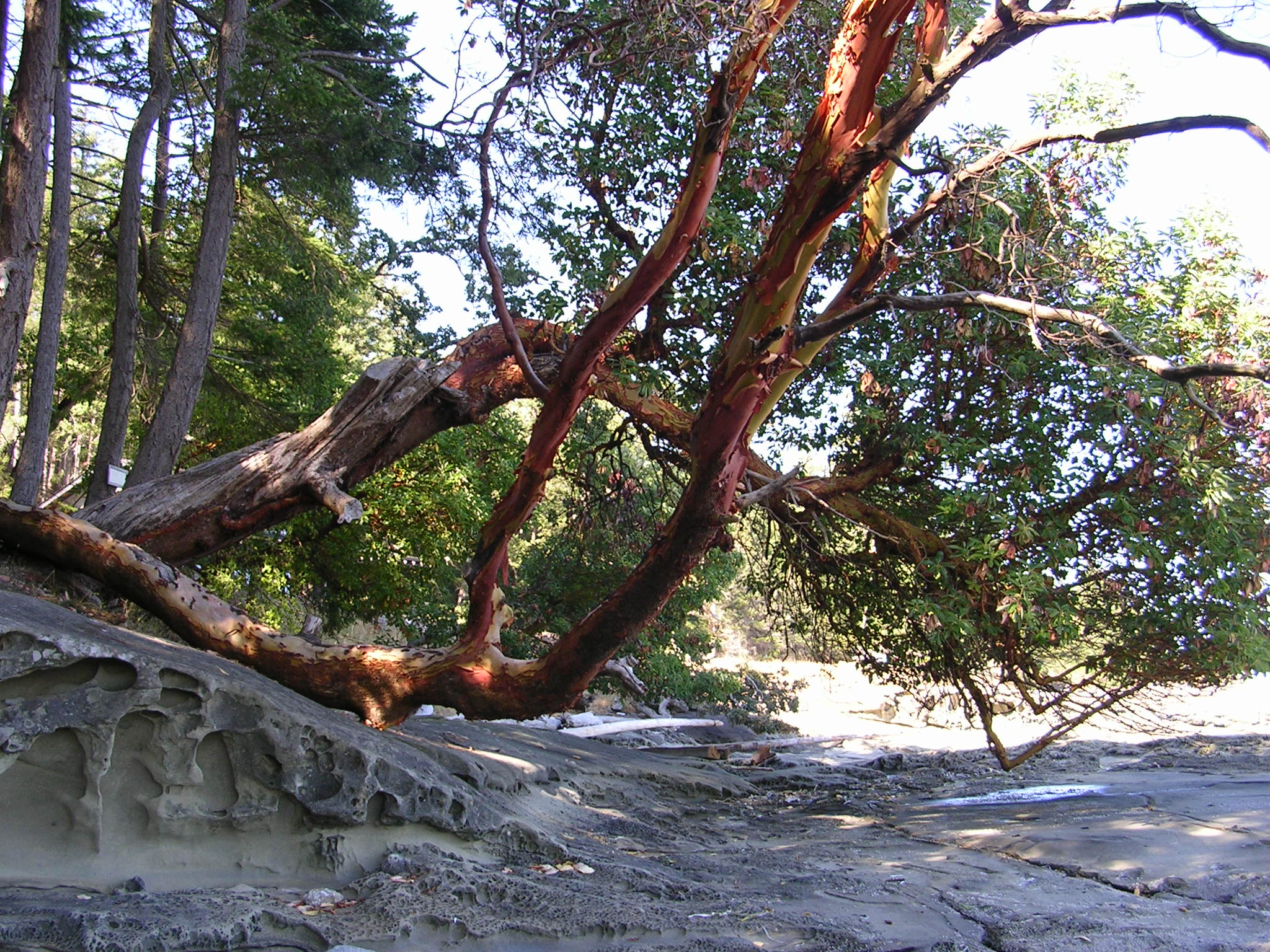
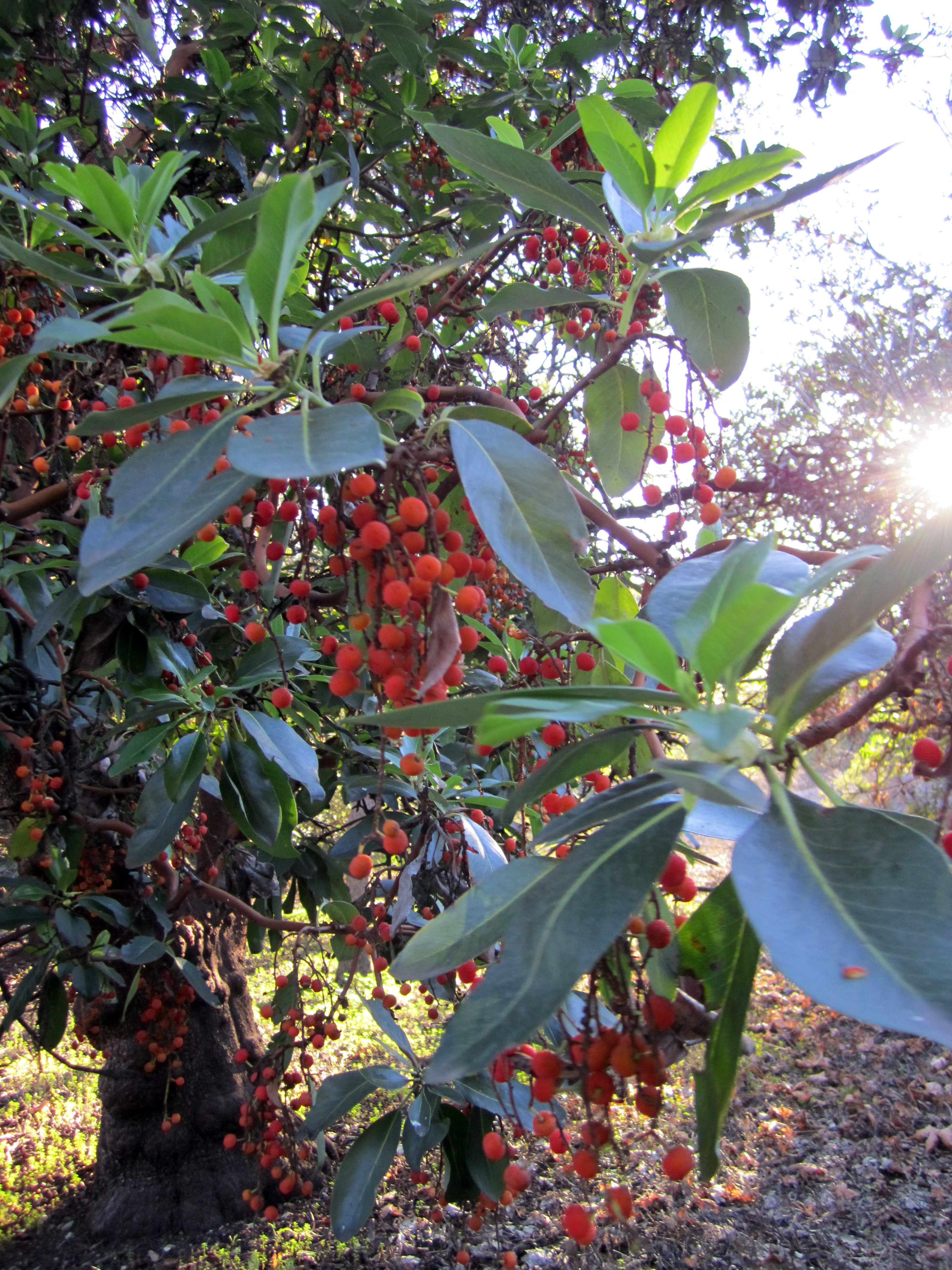
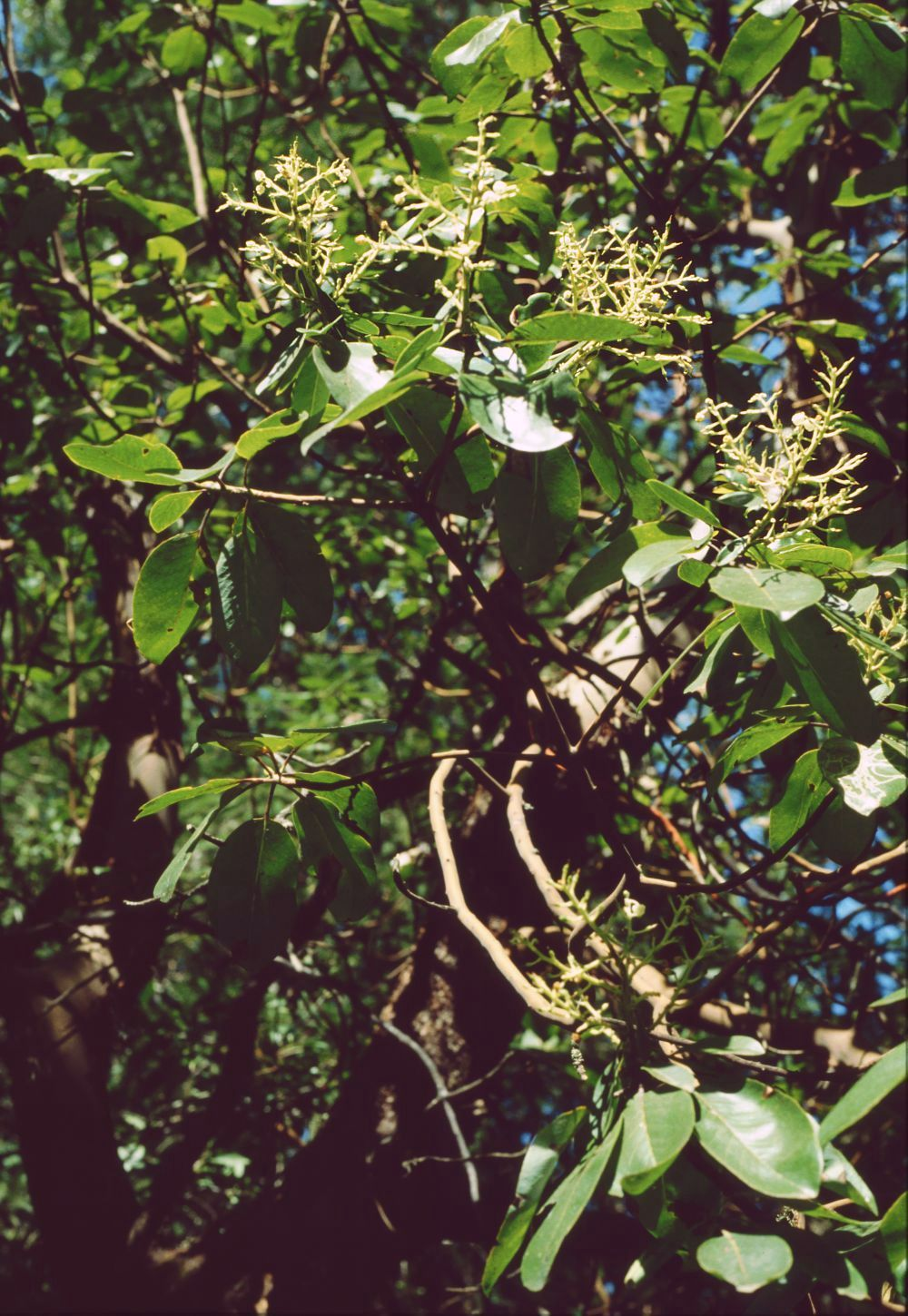